# یوکای دماغه
یوکای دماغه (نام علمی: Yucca capensis) نام یک گونه از سرده زنگوله‌ای است.